# Panschwitz-Kuckau
Panschwitz-Kuckau (em alto sorábio: Pančicy-Kukow) é um município da Alemanha localizado no distrito de Bautzen, região administrativa de Dresden, estado da Saxônia.
Pertence ao Verwaltungsverband de Am Klosterwasser.